# Gyüre
Gyüre is een plaats (község) en gemeente in het Hongaarse comitaat Szabolcs-Szatmár-Bereg. Gyüre telt 1268 inwoners (2001).